# باولا كروم
باولا كروم (بالإسبانية: Paola Krum)‏ هي ممثلة أرجنتينية، ولدت في 21 يونيو 1970 في الأرجنتين.

## وصلات خارجية
- باولا كروم على موقع IMDb (الإنجليزية)
- باولا كروم على موقع قاعدة بيانات الفيلم (الإنجليزية)